# 300 North Meridian
300 North Meridian es un rascacielos en  la ciudad de Indianápolis, en el estado de Indiana (Estados Unidos). La construcción comenzó en 1987, financiada por Browning Investments. Los arquitectos, Haldeman Miller Bregman Hamann (ahora BOKA Powell), construyeron el exterior con granito marrón rojizo y ventanas negras, y coronaron el rascacielos con una cúpula de color cobre. Solo el lado este se eleva a la altura total del edificio; los lados norte y sur se elevan en forma de escalera hacia el este. Los arquitectos pretendían que el diseño de 300 North Meridian se hiciera eco del edificio adyacente de la Cámara de Comercio. Se completó en 1989 y actualmente es el quinto edificio más alto de la ciudad.
300 North Meridian se utiliza principalmente para oficinas, aunque 9 de sus pisos están ocupados por un estacionamiento. De los 509,582 pies cuadrados de espacio del edificio, solo 347,551 pies cuadrados son utilizables por oficinas. En febrero de 2014, el 17,5% del espacio de oficinas utilizable está vacante y el edificio es propiedad de REI Real Estate Services. El edificio fue valorado en $ 39 millones en 2013.
Uno de los principales inquilinos de 300 North Meridian es el bufete de abogados Faegre Baker Daniels, conocido como Baker & Daniels en el momento de la construcción. El grupo tiene un vestíbulo y una biblioteca en el piso 27.

## Reconocimiento
Después de su construcción, 300 North Meridian recibió varios premios de asociaciones de arquitectura e ingeniería. Algunos se enumeran a continuación.
- 1989: Premio al Edificio de Oficinas Urbanas del Año de la Asociación Internacional de Propietarios y Administradores de Edificios
- 1990: Instituto Americano del Concreto, Logro destacado en concreto.[6]